# Länsväg 334
De Zweedse weg 334 (Zweeds: Länsväg 334) is een provinciale weg in de provincie Västernorrlands län in Zweden en is circa 33 kilometer lang.

## Plaatsen langs de weg
- Lugnvik
- Sandslån/Nyland

## Knooppunten
- Länsväg 332 bij Lugnvik (begin)
- Länsväg 333 bij Sandslån/Nyland
- Länsväg 335 (einde)